# Konjsko Brdo
Konjsko Brdo falu Horvátországban Lika-Zengg megyében. Közigazgatásilag Perušićhoz tartozik.

## Fekvése
Gospićtól légvonalban 14 km-re közúton 16 km-re északra, községközpontjától légvonalban 3 km-re közúton 3 km-re északkeletre, az A1-es autópálya mellett fekszik.

## Története
A terület 1689-ben szabadult fel a százötven évi török uralom alól. A szabaddá vált területre katolikus horvátok települtek, akik határőrszolgálatot láttak el. Az otocsáni ezred perušići századához tartoztak. A falunak 1857-ben 1199, 1910-ben 902 lakosa volt. A trianoni békeszerződés előtt Lika-Korbava vármegye Perušići járásához tartozott. Ezt követően előbb a Szerb-Horvát-Szlovén Királyság, majd Jugoszlávia része lett. 1991-ben lakosságának 98 százaléka horvát nemzetiségű volt. 1991-ben a független Horvátország része lett. 2011-ben 119 lakosa volt, akik földműveléssel, állattartással foglalkoznak.

## Lakosság
| Lakosság változása | Lakosság változása | Lakosság változása | Lakosság változása | Lakosság változása | Lakosság változása | Lakosság változása | Lakosság változása | Lakosság változása | Lakosság változása | Lakosság változása | Lakosság változása | Lakosság változása | Lakosság változása | Lakosság változása | Lakosság változása |
| ------------------ | ------------------ | ------------------ | ------------------ | ------------------ | ------------------ | ------------------ | ------------------ | ------------------ | ------------------ | ------------------ | ------------------ | ------------------ | ------------------ | ------------------ | ------------------ |
| 1857               | 1869               | 1880               | 1890               | 1900               | 1910               | 1921               | 1931               | 1948               | 1953               | 1961               | 1971               | 1981               | 1991               | 2001               | 2011               |
| 1.199              | 1.410              | 1.242              | 850                | 800                | 902                | 636                | 598                | 516                | 505                | 424                | 379                | 261                | 287                | 153                | 119                |